# Drobin
Drobin (1940–1945 Reichenfeld) ist eine Stadt und Sitz einer Stadt- und Landgemeinde in Polen in der Woiwodschaft Masowien in Polen. Sie ist Sitz der gleichnamigen Stadt-und-Land-Gemeinde mit 7811 Einwohnern (Stand 31. Dezember 2020).

## Geschichte

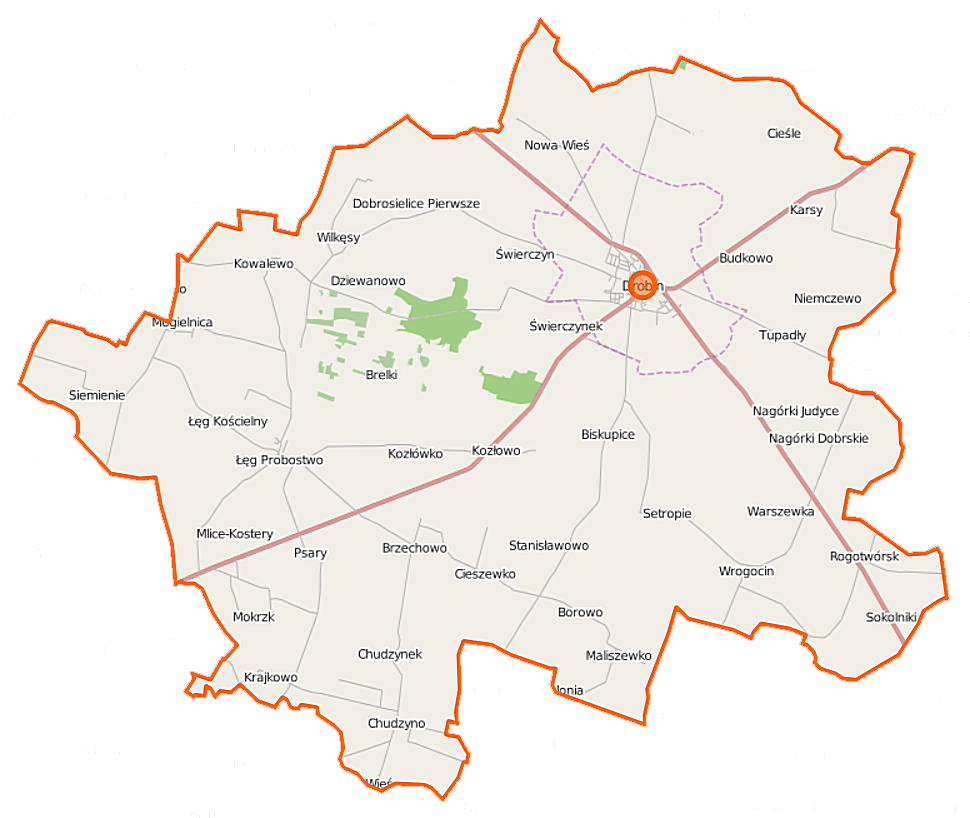
Karte der Gmina Drobin

Der erste urkundliche Hinweis auf den Ort mit dem heutigen Namen Drobin stammt aus dem 12. oder dem 14. Jahrhundert. 1410 führt der polnische König Władysław II. Jagiełło seine Truppen auf dem Weg zur Schlacht bei Tannenberg durch Drobin.
1487 erhielt der Ort das Stadtrecht. Bei der Zweiten Teilung Polens wurde Drobin an Preußen angegliedert. 1807 kam es zum neu gebildeten Herzogtum Warschau und 1815 zu Kongresspolen. Während des Januaraufstandes gehört die Stadt zu einem der Zentren des Aufstandes. Nach dessen Niederschlagung reduzierte Zar Alexander II. die Anzahl der Orte mit Stadtrecht auf dem polnischen Gebiet und so verlor Drobin zum 13. Januar 1870 sein Stadtrecht.
Zu Beginn des Zweiten Weltkrieges wurde die Stadt im September 1939 von der Wehrmacht besetzt. 1940 zerstörten die Deutschen die Synagoge des Dorfes. Nach dem Ende des Krieges kam Drobin wieder zu Polen.
Aufgrund einer Verwaltungsreform in der Volksrepublik Polen kam Drobin 1975 zur neu gebildeten Woiwodschaft Płock. Am 1. Juli 1994 wurde Drobin erneut das Stadtrecht verliehen. Nachdem die Woiwodschaft Płock 1998 aufgelöst wurde, ist die Stadt Teil der Woiwodschaft Masowien.

## Gemeinde
Zur Stadt-und-Land-Gemeinde (gmina miejsko-wiejska) Drobin gehören die Stadt selbst und Dörfer mit 49 Schulzenämtern.

## Sehenswürdigkeiten

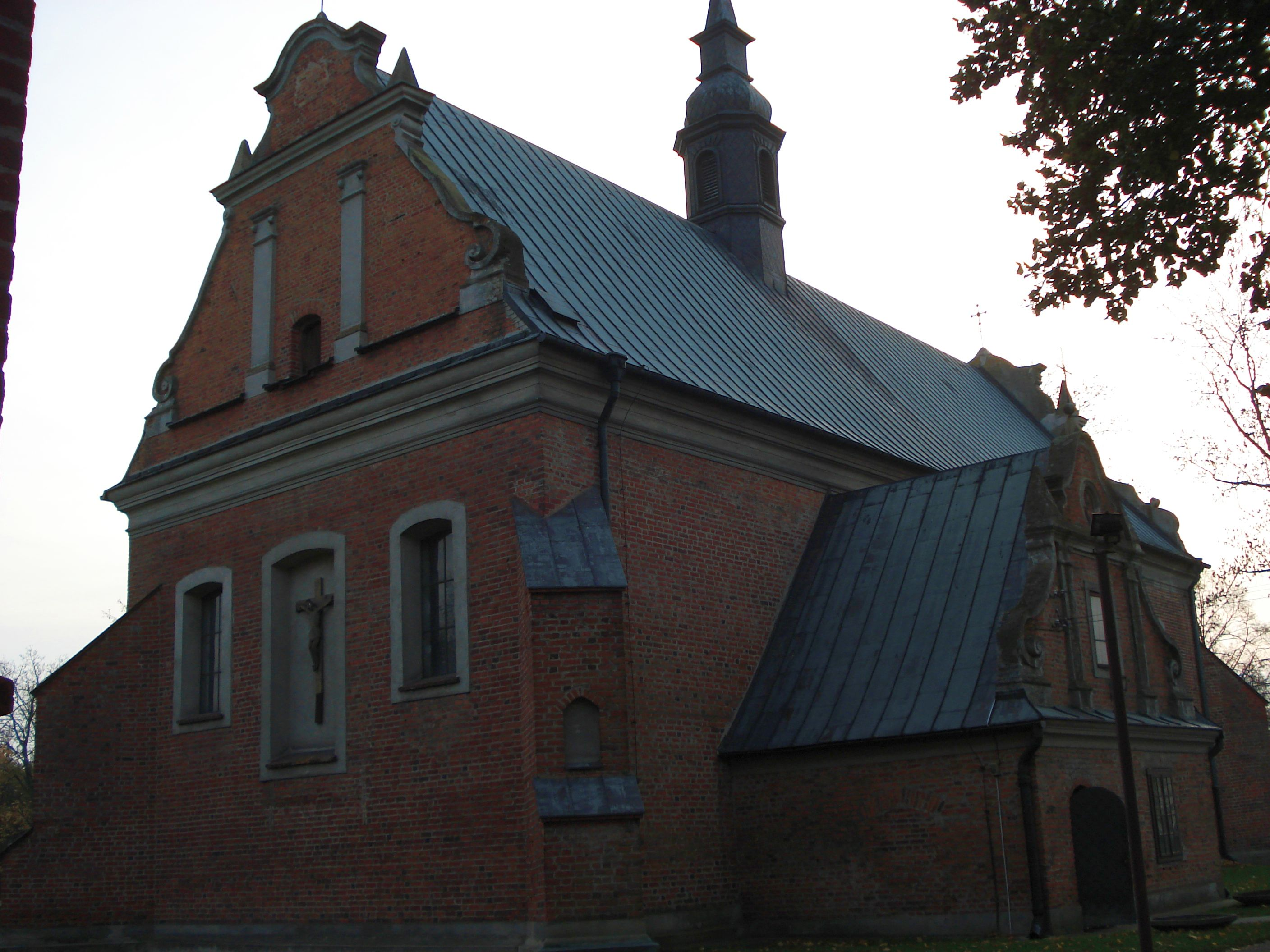
Die alte Kirche von Drobin

- Kirche von 1447
- Hölzerne Windmühle
- Neuer jüdischer Friedhof
- Gasthof aus dem 17. Jahrhundert.

## Verkehr
Durch die Stadt führt die Landesstraße 10 (droga krajowa 10), die in westlicher Richtung nach Toruń führt und im Osten nach Płońsk. Die Landesstraße 60 führt ebenfalls durch Drobin. Sie endet im Süden in Łęczyca, 30 Kilometer nördlich von Łódź und im Osten in Ostrów Mazowiecka.
Über einen Bahnanschluss verfügt die Stadt nicht.
Der nächste internationale Flughafen ist der Chopin-Flughafen Warschau, der sich etwa 100 Kilometer südöstlich von Drobin befindet.